# United States Computer Emergency Readiness Team
Le United States Computer Emergency Readiness Team (US-CERT ; en français, Équipe d'intervention d'urgence informatique des États-Unis) est un service du département de la Sécurité intérieure des États-Unis.
Le CERT est chargé
- d'analyser et de réduire les menaces et les vulnérabilités informatiques;
- de diffuser des informations d'alerte concernant les menaces informatiques;
- de coordonner les activités de réponses aux incidents informatiques[2].

La division offre une expertise avancée en matière d'analyse de réseau et de médias numériques sur les activités malveillantes ciblant les réseaux aux États-Unis et à l'étranger.

## Contexte
La division de la cybersécurité du département de la Sécurité intérieure des États-Unis a créé le US-CERT en septembre 2003 pour protéger l'infrastructure Internet des États-Unis en coordonnant la défense contre les cyberattaques et en y répondant.
Il s'agit de la branche opérationnelle, 24 heures sur 24, du National Cybersecurity and Communications Integration Center (NCCIC) qui accepte, trie et répond aux incidents, fournit une assistance technique aux opérateurs de systèmes d'information et diffuse au public des notifications en temps opportun concernant les menaces, les exploits et les vulnérabilités de sécurité actuels et potentiels via son National Cyber Awareness System (NCAS).
Le US-CERT fonctionne de concert avec l'Industrial Control Systems Computer Emergency Response Team (ICS-CERT) (Équipe d'intervention en cas d'urgence informatique des systèmes de contrôle industriel) qui traite de la sécurité liée aux systèmes de contrôle industriel. Les deux entités fonctionnent ensemble à l'intérieur du NCCIC pour fournir une source unique de soutien aux parties prenantes des infrastructures critiques.